# Pyramide von el-Kula
Die Pyramide von el-Kula gehört zusammen mit den Pyramiden in Edfu-Süd, Elephantine, Ombos, Saujet el-Meitin, Seila und Sinki zu einer Gruppe von insgesamt sieben sehr ähnlichen kleinen Stufenpyramiden, die alle fernab der großen Zentren Ägyptens errichtet wurden und über die sehr wenig bekannt ist. Sie befindet sich etwa sechs Kilometer nördlich des antiken Ortes Hierakonpolis in der Nähe des Dorfes Naga el-Mamariya. Von allen oben genannten Pyramiden weist sie den besten Erhaltungszustand auf. Erstmals beschrieben wurde sie 1837 von John Shae Perring und Richard William Howard Vyse, die sie allerdings mit el-Koofa bezeichneten. Eine gründliche Freilegung und Untersuchung des Bauwerks erfolgte 1949 unter der Leitung des belgischen Ägyptologen Jean Capart.

## Daten
Die Pyramide  besteht aus drei Stufen und hat eine Seitenlänge von 18,60 Metern. Ihre Höhe beträgt heute noch 8,25 Meter, Perring und Vyse maßen Mitte des 19. Jahrhunderts noch 11,75 Meter. Sie besteht aus einem Kernbau mit einer Seitenlänge von etwa 10,20 Meter, um den herum zwei Schalen von je 4,5 Ellen Dicke angeordnet sind. Eine Besonderheit dieser Pyramide ist, dass nicht ihre Seiten wie sonst bei ägyptischen Pyramiden üblich nach den Himmelsrichtungen ausgerichtet sind, sondern ihre Ecken. Die Erklärung dafür liegt sicher darin, dass ihre Ostseite sich am Verlauf des Nil orientiert, der an dieser Stelle ziemlich genau nach Nordwesten fließt. Als Baumaterial diente Kalkstein von lokaler Herkunft. Die einzelnen Blöcke sind nur grob behauen und messen bis zu 60 mal 100 cm. Sie sind zu Steinlagen mit einer durchschnittlichen Dicke von 35 cm aufgetürmt. Als Mörtel diente ein Gemisch aus Lehm, Nilschlamm, Sand und kleinen Kalksteinsplittern.
An der Nordwest-Seite befindet sich ein etwa acht Meter tiefer Schnitt, der Ende des 19. Jahrhunderts angelegt wurde, um an eine vermutete Grabkammer zu gelangen, welche allerdings nicht vorhanden ist. Wer diesen Schnitt anlegte ist unklar, er wurde teils Gaston Maspero zugeschrieben, der um 1900 in el-Kula grub, teils Edouard Naville, der 1884 dort arbeitete. Allerdings ist der Schnitt schon auf einem Foto zu sehen, das nach Masperos Angaben bereits 1882 entstand.

## Erbauung und Funktion
Erbauer und Funktion der Pyramide sind unbekannt. Günter Dreyer und Werner Kaiser halten sie, sowie die anderen oben genannten Pyramiden für ein zusammenhängendes Bauprojekt von Pharao Huni, dem letzten Herrscher der 3. Dynastie. Andrzej Ćwiek sieht dies ähnlich, vermutet als Bauherrn allerdings Hunis Nachfolger Snofru (um 2670–2620 v. Chr.), den Begründer der 4. Dynastie. Die Spekulationen über die Funktion der Pyramiden reichen von einer Repräsentationsstätte des Königs über eine Darstellung des Urhügels oder ein Symbol der politischen und religiösen Einheit des Landes bis hin zu Kenotaphen der königlichen Gemahlinnen.
Eine ganz andere Theorie veröffentlichte 1994 der Amerikaner Robert E. Womack. Er sieht die Pyramide von el-Kula als einen Beleg für den mesopotamischen Einfluss auf Ägypten und begründet dies damit, dass die Ecken und nicht die Seiten der Pyramide nach den Himmelsrichtungen ausgerichtet sind, wie es auch auf die mesopotamischen Zikkurate zutrifft. Obgleich es in der prä- und frühdynastischen Zeit offenbar recht intensive Beziehungen zwischen beiden Kulturkreisen gab, fand Womacks Theorie unter Ägyptologen keine Befürworter, da die Ausrichtung der Pyramide sich sehr wahrscheinlich am Verlauf Nils orientierte, wie es auch bei den anderen sechs Pyramiden dieser Gruppe der Fall ist.